# متحف حيدرعلييف (نخجوان)
متحف حيدر علييف في نخجوان (بالأذرية: Heydər Əliyev Muzeyi ) – هي المتحف الواقع في مدينة نخجوان. تم تأسيس متحف حيدر علييف بموجب القرار من الجمعية العليا لنخجوان في 18 فبرايير عام 1999.

## تاريخ المتحف
متحف حيدر علييف الواقع في ناختشيفان يعمل منذ 10 مايو عام 1999. تعرض في المتحف منصات مكرسة تقف مكرسة لطفولته وشبابه وعائلته لرئيس جمهورية أذربيجان السابق حيدر علييف، ووثائق شخصية ومواد تتعلق بفترة رئاسته للجمعية العليا في نخجوان بين 1991-1993، رسائل موقعة وقرارات وأوامر، ونسخ من الاتفاقيات الموقعة في مجال التعاون مع الجمهورية التركية والجمهورية الإسلامية الإيرانية. ويحفظ أيضا في مكتب المتحف الكتب والمجلات والألبومات التي تعكس حياته ونشاطه حيدر علييف. 